# Yıldıray
Yıldıray ist ein türkischer männlicher Vorname mit der Bedeutung „glänzend, strahlend wie das Licht des Mondes“ (türk. ay = Mond).
Außerhalb des türkischen Sprachraums kann vereinzelt die nicht-türkische Schreibweise Yildiray vorkommen.

## Namensträger
- Yıldıray Baştürk (* 1978), deutsch-türkischer Fußballspieler
- Yildiray Kaymaz (* 1975), deutscher Rocker türkischer Herkunft
- Yıldıray Koçal (* 1990), türkischer Fußballspieler